# Leoš Kubíček

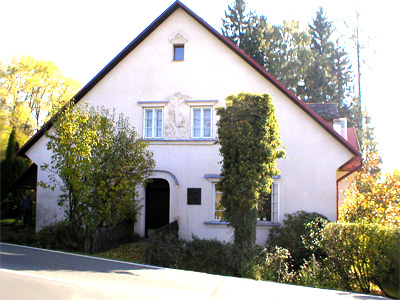
Pěčínský dům Leoše Kubíčka

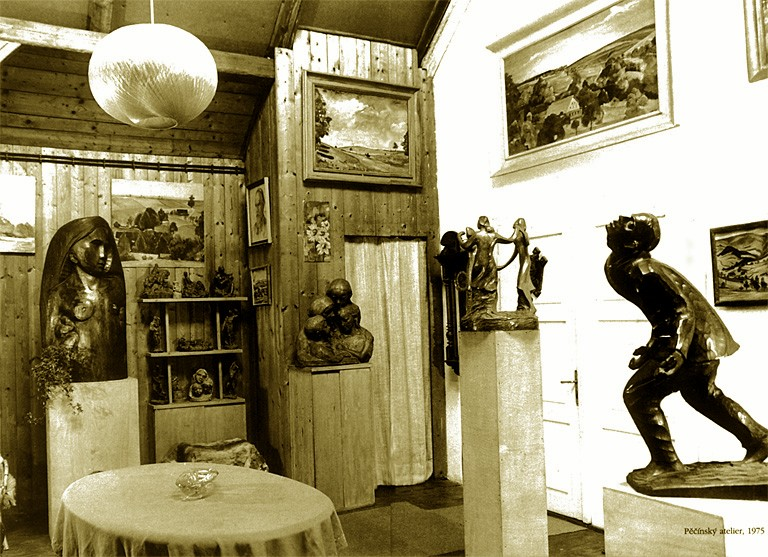
Pěčínský ateliér Leoše Kubíčka

Leoš Kubíček, křtěný Leopold (22. listopadu 1887 Slatina nad Zdobnicí – 3. listopadu 1974 Jaroměř), byl český akademický sochař a řezbář.

## Život a dílo

### Učební léta a studium
- 22.11.1887 se narodil Leoš Kubíček ve Slatině nad Zdobnicí a již jako malý chlapec chtěl být řezbářem. Byl starším bratrem sochaře Josefa Kubíčka.
- 1901 – 1904 Jako čtrnáctiletý odešel do nedalekého Žamberka, kde se učil řezbářství v řezbářské dílně Josefa Rouse. Řezbářskému řemeslu se věnoval ještě v dílně na malém náměstí v Hradci Králové a v dílně mistra Čumpelíka v Mělníku.

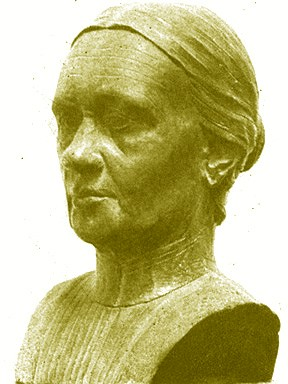
1904 – Babička

- 1906 – 1907 Krátce navštívil Prahu aby poznal její památky a umění. Navštívil Hradčany, muzea, galerie, kostely. Plný dojmů se vydal přes Beroun a Plzeň do Mnichova . Štěstí však neměl. Práci našel teprve až v Augsburgu. Pracoval v řezbářské dílně.
- 1908 Dostal předvolání k odvodu. V řezbářské dílně ho nahradil jeho mladší bratr Josef. Odveden však nebyl a tak se vydal na další cestu po Německu a Švýcarsku . Navštívil Curych, Basilej, Kolín nad Rýnem, Cáchy a Drážďany.
- 1909 Krátce pracoval v ateliéru Osterriederově a pak nastoupil na vojnu do Vysokého Mýta.
- 1910 Pro nemoc byl zproštěn vojenské služby. Vrátil se opět do Prahy.
- 1911 – 1913 Úspěšně složil zkoušky a nastoupil ke studiu na Umělecko-průmyslové škole v Praze k profesoru Josefu Drahoňovskému.
- 1913 Spolu se svým bratrem Josefem se vydal na cestu do Itálie „za poznáním základů kumštu“. Především do Florencie a Říma.

Po návratu pln dojmů krátce pracoval v ateliéru v Praze a pak se nastěhoval na statek přítele na Moravě.

### I. světová válka
- 1914 Počátkem války se Kubíček vrátil domů do Slatiny nad Zdobnicí.
- 1915 Byl povolán na vojnu do maďarského Kaposzváru.
- 1916 Uzavřel sňatek se svou Toničkou a po propuštění z vojny se vrátil domů. Najal si domek ve Dvorku v Rybné nad Zdobnicí.
- 1917 Navázal přátelství s paní Masarykovou-Slavíčkovou.
- 1918 Po skončení války začal hledat možnost trvalého bydlení.

### Pěčín a Umělecká beseda
- 1919 Kubíčkova žena, výborná učitelka, byla vyzvána školským úřadem v Žamberku k nástupu na trojtřídku do Pěčína.

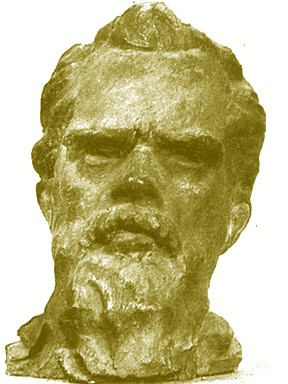
1923 – Autoportrét
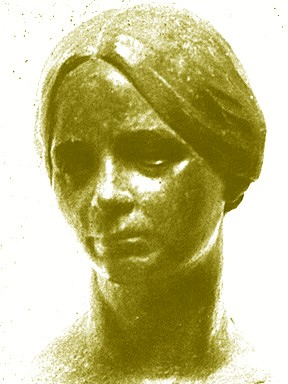
1923 – Žena
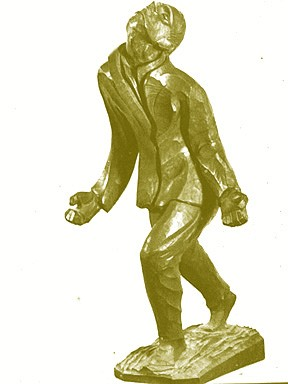
1924 – Zoufalství
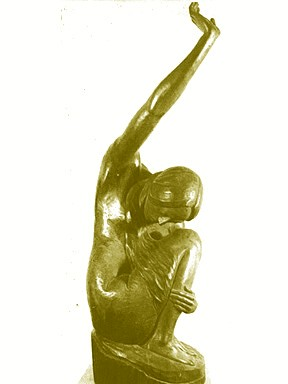
1925 – Hřích

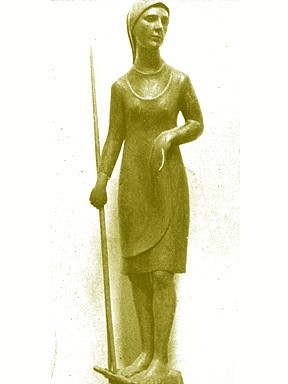
1926 – Hrabačka
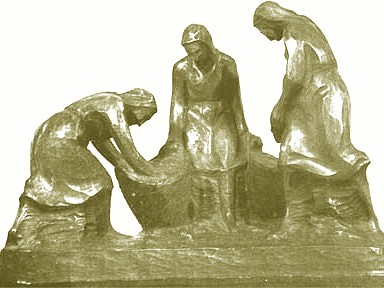
1926 – Na bramborách
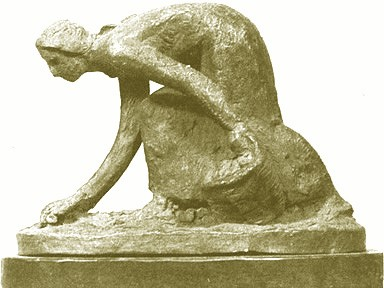
1926 – Sbírání brambor
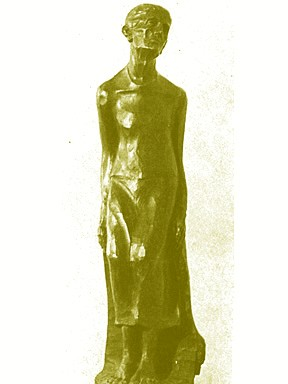
1926 – Odevzdání

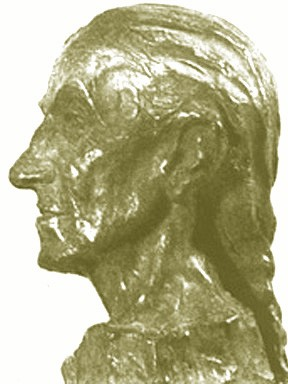
1926 – Babička
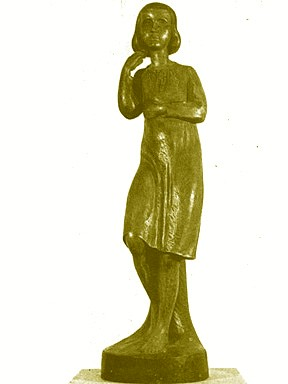
1926 – Mařka
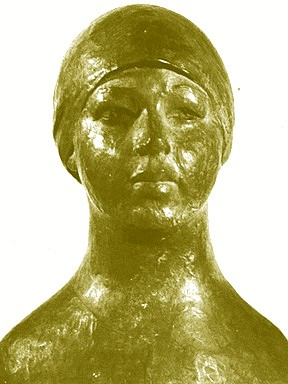
1927 – Evička
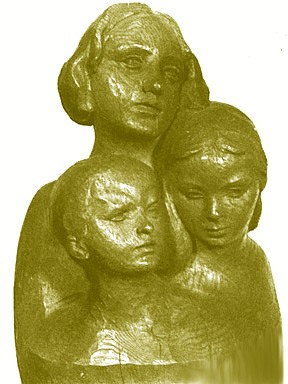
1927 – Děti

- 1919–1928 S jistým příjmem své ženy začal stavět vlastní dům. Paní učitelku měli děti i rodiče rádi. On však mezi venkovany byl dlouho cizincem.
- 1924 Byl přijat do výtvarného odboru Umělecké besedy v Praze. Začal vystavovat. Sblížil se s Vojtěchem Sedláčkem, malířem Boháčkem a se sochařem Bílkem.

### Slezská Hrčava
- 1928 Pobýval ve slezské Hrčavě. Z podnětu ministerstva školství tam organizoval domácí lidovou řezbářskou tvorbu.

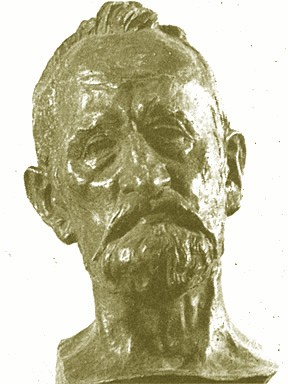
1928 – Dědeček
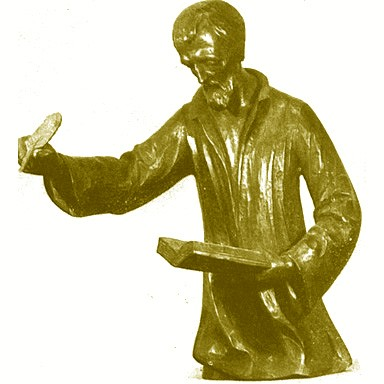
1928 – Chelčický

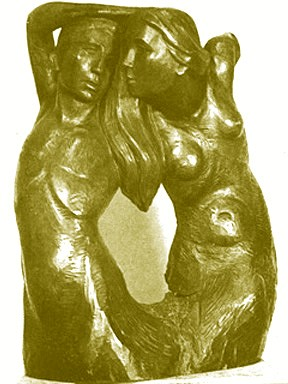
1928 – Strom života
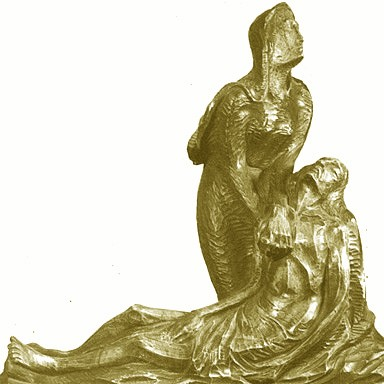
1928 – Pieta

### Studijní cesty a velká díla
- 1930 Obdržel od ministerstva kultury stipendium ke studijní cestě do Francie a Belgie. Navštívil Paříž, Le Havre a Brusel.
- 1933 – 1936 Vytvořil monumentální plastiku sv. Václava pro Košice.
- 1935 Byla odhalena jeho busta prezidenta TGM na Masarykově chatě na Šerlichu.

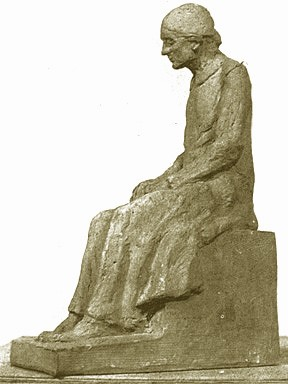
1930 – Stáří
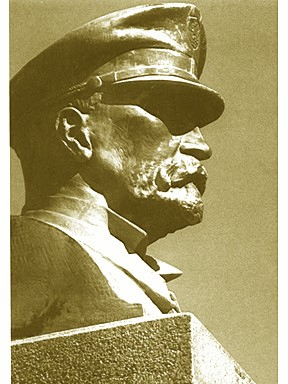
1935 – TGM
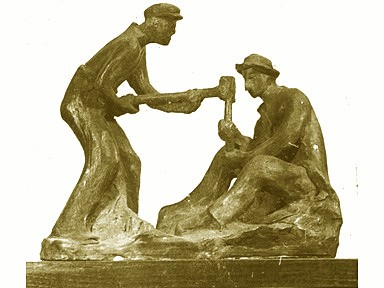
1936 – Kameníci
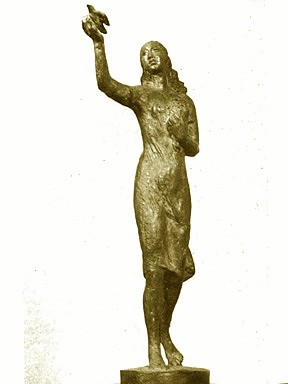
1936 – Holubička

### II. světová válka
- 1943 V době okupace byli výtvarníci převedeni do svých krajových spolků. Našel si mezi nimi své dobré přátele, sochaře Škodu, malíře profesora Štěrbu, Dr. Broučka a další. Především díky jim byla uspořádána jeho souborná výstava v Městském muzeu v Hradci Králové.

### Galerie Orlických hor, Rychnovský Slavín, ocenění
- 1945 – 1947 Po osvobození se aktivně účastnil kulturně osvětové činnosti na Žambersku a Rychnovsku. Jako výtvarník oblasti Orlických hor byl ve svém kraji velmi vážen. Vystavoval v Žamberku, Vamberku, v Rychnově nad Kněžnou a v Hradci Králové.
- 1947 Účastnil se soutěže na vytvoření památníku v Lidicích.
- 1949 – 1956 Vytvořil portrétní bronzové busty rychnovských osobností (Otomar Vaňorný, Anatol Provazník a Vratislav Vycpálek) pro „Rychnovský Slavín“.
- 1962 Při příležitosti sedmdesátého pátého výročí jeho narození obdržel za svou uměleckou tvorbu vyznamenání „Za vynikající práci“.

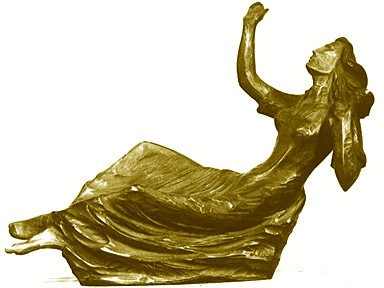
1947 – Zvěstování
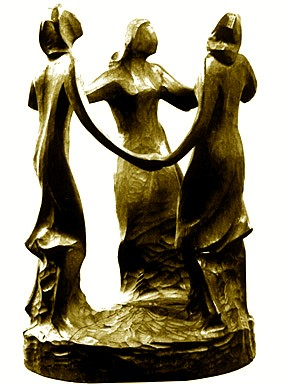
1963 – Tanečnice

- 1965 Po založení Orlické galerie v Rychnově nad Kněžnou patřil spolu se svými přáteli Vojtěchem Sedláčkem a s Janem Trampotou k jejím nejbližším spolupracovníkům. Jeho sochy patřily k základu celé její expozice.
- 1967 Ke svým osmdesátinám obdržel titul „Zasloužilý umělec“.
- 3. listopadu 1974 zemřel akademický sochař Leoš Kubíček v nemocnici v Jaroměři.

## Výtvarník v dokumentech

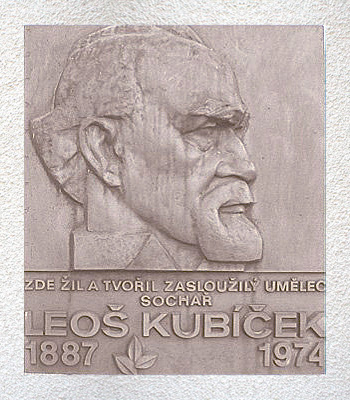
Pamětní deska Leoše Kubíčka

- 1943 – Leoš Kubíček, katalog výstavy, úvod Karel Brouček, Hradec Králové.
- 1947 – Karel Brouček, K výstavě sochaře Leoše Kubíčka, Posel sjezdu abiturientů a žáků rychnovského gymnasia, Rychnov nad Kněžnou.
- 1957 – Leoš Kubíček, katalog výstavy, úvod J.Baleka, Krajská galerie Rychnov nad Kněžnou.
- 1966 – J. Baleka, Umění východočeského kraje, Pochodeň.
- 1967 – V. Sedláček - Leoš Kubíček, katalog výstavy, úvod J. Baleka, Orlická galerie Rychnov nad Kněžnou.
- 1967 – J.Lederer, Dopis do Pěčína, Pochodeň.
- 1968 – J.Šulc, Masarykova chata na Šerlichu, Jiskra Rychnovska.
- 1977 – V.Sedláček a Leoš Kubíček, katalog výstavy, úvod R.Černý, Vlastivědný ústav v Šumperku.
- 1978 – Leoš Kubíček, Orlická galerie Rychnov nad Kněžnou. Úvod a uspořádání vzpomínek Leoše Kubíčka R.Černý, studie J. Baleka, fotografie Jiří Šulc.
- 1984 – Orlická galerie Rychnov nad Kněžnou, průvodce stálou expozicí, úvod R. Černý.
- 1987 – Leoš Kubíček, katalog výstavy, úvod J. Zemánek, Krajská galerie Hradec Králové.
- 1990 – J. Smetanová, Domovní důvěrnosti, P.T. Sochaři, který přidával do kávy dobré pomyšlení 51761 Pěčín, Novinář.
- 1990 – Doc. PhDr. V. Šplíchal, CSc., Masarykova chata na Šerlichu, Muzeum zimních sportů, turistiky a řemesel, Deštné v Orlických horách.
- 2001 – Leoš Kubíček – plastiky. katalog výstavy - Městské muzeum v Žamberku. Příprava: PhDr.M.Otavová, Doc. PhDr. V. Šplíchal, CSc., Jiří Šulc a dcery L. Kubíčka Dr. V. Stivínová a S. Síbrtová.